# Championnats d'Europe de pentathlon moderne 2017
Navigation
Championnat 2016 Championnat 2018
Les championnats d'Europe de pentathlon moderne 2017, vingt-sixième édition des championnats d'Europe de pentathlon moderne, ont lieu du 17 au 24 juillet 2017 à Minsk, en Biélorussie.

## Médaillés

### Hommes
| Épreuves   | Or                                      | Or        | Argent                                   | Argent    | Bronze                                   | Bronze    |
| ---------- | --------------------------------------- | --------- | ---------------------------------------- | --------- | ---------------------------------------- | --------- |
| Individuel | Aleksander Lesun                        | 1 462 pts | Robert Kasza                             | 1 458 pts | Valentin Belaud                          | 1 454 pts |
| Relais     | Tchéquie- Martin Bilko - Ondřej Polívka | 1 485 pts | France - Simon Casse - Alexandre Henrard | 1 483 pts | Allemagne - Patrick Dogue - Marvin Dogue | 1 482 pts |

### Femmes
| Épreuves   | Or                                         | Or        | Argent                                      | Argent    | Bronze                                            | Bronze    |
| ---------- | ------------------------------------------ | --------- | ------------------------------------------- | --------- | ------------------------------------------------- | --------- |
| Individuel | Anastasiya Prokopenko                      | 1 350 pts | Sarolta Kovács                              | 1 336 pts | İlke Özyüksel                                     | 1 333 pts |
| Relais     | Allemagne- Annika Schleu - Lena Schöneborn | 1 389 pts | Russie - Hanna Buriak - Alise Fakhrudtinova | 1 387 pts | Biélorussie - Katsiaryna Arol - Tatsiana Khaldoba | 1 339 pts |

### Mixte
| Épreuves | Or                                            | Or        | Argent                                         | Argent    | Bronze                                  | Bronze    |
| -------- | --------------------------------------------- | --------- | ---------------------------------------------- | --------- | --------------------------------------- | --------- |
| Relais   | Russie- Gulnaz Gubaydullina - Kirill Belyakov | 1 436 pts | Italie - Alessandra Frezza - Pierpaolo Petroni | 1 430 pts | Hongrie - Sarolta Kovács - Robert Kasza | 1 419 pts |

## Tableau des médailles
| Rang  | Nation       | Or | Argent | Bronze | Total |
| ----- | ------------ | -- | ------ | ------ | ----- |
| 1     | Russie       | 2  | 1      | 0      | 3     |
| 2     | Allemagne    | 1  | 0      | 1      | 2     |
| 2     | Biélorussie° | 1  | 0      | 1      | 1     |
| 4     | Tchéquie     | 1  | 0      | 0      | 1     |
| 5     | Hongrie      | 0  | 2      | 1      | 3     |
| 6     | France       | 0  | 1      | 1      | 2     |
| 7     | Italie       | 0  | 1      | 0      | 1     |
| 8     | Turquie      | 0  | 0      | 1      | 1     |
| Total | Total        | 5  | 5      | 5      | 15    |

° Pays organisateur